# Шварц, Энтони
Энтони Шварц (англ. Anthony Schwartz, 5 сентября 2000, Пемброк-Пайнс, Флорида) — профессиональный американский футболист, принимающий клуба НФЛ «Кливленд Браунс». На студенческом уровне выступал за команду Обернского университета. На драфте НФЛ 2021 года был выбран в третьем раунде. Двукратный призёр чемпионата мира по лёгкой атлетике среди юниоров 2018 года.

## Биография
Энтони Шварц родился 5 сентября 2000 года в городе Пемброк-Пайнс во Флориде. Один из трёх детей в семье. Он учился в старшей школе Америкен Херитейдж в Плантейшене, играл за её футбольную команду под руководством тренера Патрика Сертена. Дважды вместе с командой Шварц побеждал в чемпионате штата. На момент окончания школы он занимал десятое место в рейтинге лучших молодых принимающих по версии ESPN. Помимо футбола он занимался лёгкой атлетикой. В 2017 году на турнире во Флориде он пробежал 100 метров за 10,17 секунд, установив мировой рекорд для спортсменов до 18 лет. В 2018 году Шварц в составе сборной США выступал на чемпионат мира среди юниоров, где стал серебряным призёром в беге на 100 метров и выиграл золотую медаль в эстафете 4×100 метров.

### Любительская карьера
В футбольном турнире NCAA Шварц дебютировал в сезоне 2018 года. Он сыграл тринадцать матчей, сделав пять тачдаунов на выносе, два на приёме и один, подбрав фамбл в зачётной зоне. В 2019 году он набрал на приёме 440 ярдов в тринадцати играх. Перед началом сезона 2020 года сайт Pro Football Focus называл его в числе претендентов в символическую сборную конференции SEC. Всего за три года выступлений за команду Шварц сделал 117 приёмов на 1 433 ярда, оба показателя вошли в число двадцати лучших в истории университета.

#### Статистика выступлений в NCAA
| Сезон | Команда       | Игры | Приём | Приём | Приём | Приём | Вынос | Вынос | Вынос | Вынос |
| Сезон | Команда       | Игры | Rec   | Yds   | Y/A   | TD    | Att   | Yds   | Y/A   | TD    |
| ----- | ------------- | ---- | ----- | ----- | ----- | ----- | ----- | ----- | ----- | ----- |
| 2018  | Оберн Тайгерс | 13   | 22    | 357   | 16,2  | 2     | 27    | 211   | 7,8   | 5     |
| 2019  | Оберн Тайгерс | 13   | 41    | 440   | 10,7  | 1     | 11    | 118   | 10,7  | 2     |
| 2020  | Оберн Тайгерс | 10   | 54    | 636   | 11,8  | 3     | 4     | -6    | -1,5  | 0     |
| Всего | Всего         | 36   | 117   | 1 433 | 12,2  | 6     | 42    | 323   | 7,7   | 7     |

### Профессиональная карьера
Перед драфтом НФЛ 2021 года сайт Bleacher Report отмечал скоростные данные Шварца, его умение вести контактную борьбу, надёжность в работе с мячом. Сильные стороны игрока делали его опасным на флэт-маршрутах, при передачах на средние дистанции. Минусами называли его ограниченность в работе на маршрутах, связанную с недостатком опыта, проблемы при противодействии физически мощным корнербекам, антропометрические данные.
На драфте Шварц был выбран «Кливлендом» в третьем раунде под общим 91 номером. В июле он подписал с клубом четырёхлетний контракт на общую сумму 4,8 млн долларов. Часть предсезонных сборов он пропустил из-за растяжения подколенного сухожилия. В составе «Браунс» Шварц дебютировал на первой неделе регулярного чемпионата, получив игровое время благодаря травме Оделла Бекхэма.

#### Статистика выступлений в НФЛ

##### Регулярный чемпионат
| Сезон | Команда         | Игры | Приём | Приём | Приём | Приём | Вынос | Вынос | Вынос | Вынос |
| Сезон | Команда         | Игры | Rec   | Yds   | Y/A   | TD    | Att   | Yds   | Y/A   | TD    |
| ----- | --------------- | ---- | ----- | ----- | ----- | ----- | ----- | ----- | ----- | ----- |
| 2021  | Кливленд Браунс | 3    | 3     | 69    | 23,0  | 0     | 1     | 17    | 17,0  | 0     |
| Всего | Всего           | 3    | 3     | 69    | 23,0  | 0     | 1     | 17    | 17,0  | 0     |

* На 30 сентября 2021 года